# Phallogaster saccatus
Phallogaster saccatus är en svampart som beskrevs av Morgan 1893. Phallogaster saccatus ingår i släktet Phallogaster och familjen Phallogastraceae.   Inga underarter finns listade i Catalogue of Life.